# Władysław Motty
Władysław Leon Motty (ur. 6 kwietnia 1851 w Poznaniu, zm. 25 lutego 1894 tamże) – polski rysownik, prawnik, literat, publicysta.

## Życiorys
Syn Marcelego Mottego i Walerii de domo Bukowieckiej herbu Drogosław. W 1869 ukończył gimnazjum Marii Magdaleny i równocześnie u Mariana Jaroczyńskiego uczył się rysunków. Po krótkim pobycie w Berlinie, w latach 1870–1873 odbył studia w Królewskiej Akademii Sztuk Pięknych w Monachium (na początku czerwca 1870 r. zgłosił się do Antikenklasse). Następnie w latach 1874–1877 odbywał studia prawnicze we Wrocławiu. Zdał egzamin referendariuszowski i rozpoczął pracę w sądach wielkopolskich. Jego artystyczna natura i talent skłoniły go do porzucenia kariery prawniczej i poświęcenia się całkowicie sztuce. W 1882 przez pewien czas przebywał w Warszawie dostarczając rysunki dla tamtejszych pism literackich. Pisma te w późniejszym okresie zamieszczały dużo jego ilustracji. Dla pogłębienia studiów wyjechał w 1883 do Paryża, gdzie nawiązał bliskie stosunki z polską kolonią artystyczną i paryskim światem kulturalnym. Zdobył powodzenie w krótkim czasie i uznanie jako rysownik i ilustrator. Do wielu współczesnych wydawnictw literackich i naukowych (m.in. do dzieł astronoma Kamila Flammariona) dostarczał ilustracje. Nawiązywał niekiedy stylem swoich prac do twórczości Gustawa Dorfe, pod którego wrażeniem pozostawał. Do Poznania powrócił w 1885, gdzie zmarł 25 lutego 1894.
Jest autorem ilustracji do wielu dzieł polskich i obcych, np. Lucjana Siemieńskiego Podania i legendy polskie, ruskie i litewskie (wyd. Poznań 1880-81, Grudziądz 1909), czy wyboru Baśni z tysiąca i jednej nocy, a także m.in. dramatu Demon miłości (Poznań 1892). Z częstych wyjazdów w Tatry, których był gorącym wielbicielem, przywoził liczne studia krajobrazowe. Większość zachowanej spuścizny artystyczne Mottego znajduje się w posiadaniu rodziny w Poznaniu, a pewna liczba prac w zbiorach Muzeum Narodowego w Poznaniu.